# Дашуківка
Дашукі́вка — село в Україні, у Лисянській селищній громаді Звенигородського району Черкаської області.

## Загальні відомості
Село Дашуківка знаходиться на відстані 13 км від селища Лисянка.
Площа населеного пункту — 178,9 га, територія Дашуківської сільської ради — 1508,7 га. Станом на 01.01.2009 року в селі налічувалось 230 дворів, 457 жителів.
В центрі села розташовані: сільська рада, загальноосвітня школа І-ІІ ступенів, дві торгових точки, сільський Будинок культури, сільська бібліотека, відділення зв'язку, філія ощадного банку, дитяча установа, фельдшерський пункт.
На території села розташоване підприємство ВАТ "Дашуківські бентоніти", Нижній склад ЛДГ, відділ а.ф. СТОВ «Злагода», конфесія АСД, Євангельські християни-баптисти.

## Історія
Як свідчать перекази першим поселенцем села був Кивка, сторож пасіки, яка належала Лисянському панові. Кивка загинув під час розбійницької навали.
Грабіжники полонили його сім'ю, знищили її, а все навкруги спустошили. Жителі навколишніх сіл говорили, що там де жив Кивка нічого не залишилося крім його душі. Звідси й назва села — Дашуківка (душа Кивки).
Друга легенда розповідає, що назва села походить від імені дочки одного з польських магнатів Одарки (Дашки), якій був подарований хутір, як посаг.
Перша згадка про село Дашуківку датується 1774 роком. Того року у селі збудували церкву св. Іоанна Богослова (священик — Ф.Новицький).
1775 року поселення налічувало 80 дворів. У давнину поблизу населеного пункту протікала безіменна річечка, яка поруч села Рідкодуб впадала у річку Гнилий Тікич.
1825 року в селі Дашуківка народилося 9 душ чоловічої статі та 7 душ жіночої статі. Шлюбів зареєстровано не було. Померло 5 душ чоловічої статі і 5 душ жіночої статі. Чоловіки померли у віці 45, 46, 59, 70 років. Дані зафіксував місцевий священик церкви св. Іоанна Богослова.
На середину ХIХ століття в селі мешкало 940 осіб православних і 40 католиків. Парафіянами місцевої церкви, яка 1880 року мала 44 десятини землі були також і жителі сусіднього села Чеснівка. Серед прихожан церкви Іоанна Богослова 1880 року налічувалося 740 чоловіків та 767 жінок. Разом з тим у селі Дашуківка того року проживало 15 лютеран та 14 євреїв.
У 1900 році у селі налічувалося 236 дворів, 1255 жителів: 636 осіб чоловічої та 619 жіночої статі. Поселення входило до Боярського володіння Звенигородського повіту Київської губернії. Кількість землі, яка була в користуванні, становила 1580 десятин: 894 десятини належало поміщикам, 44 десятини — церковнослужителям, 642 десятини — селянам.
Село було власністю графині Софії Ксаверівни Потоцької. Господарство в маєтку вів орендатор Казимір Костко.
На рубежі ХIХ та ХХ століть були збудовані: нова православна церква, школа, 5 вітряних млинів, сільський банк, у якому на 1 січня 1900 року було на рахунку 240 карбованців готівкою і 2883 крб.80 коп. в позиці.
Жителі села були активними учасниками революційних подій 1905,1917 років.
У 1917 році селяни розгромили та розграбували економію.
У 1922 році була створена сільська рада, головою якої став Д. П. Дембіцький.
В 1988 році було збудовано нове приміщення адмінбудинку загальною площею 236,4 кв.м., у якому на даний час розміщена сільська рада та ФП.
За роки радянської влади в соціально-економічному житті села відбулося багато змін. Так в 1930 році припинила свою діяльність церква св. Іоанна Богослова, чотири жителі села Дашуківки зазнали політичних репресій.
З 1864 р. в селі розпочинає свою історію місцева школа, було засновано початкову трирічну школу, у якій був лише один учитель. Так вона існувала аж до 20 століття.
В роки голодомору 1932—1933; 1947 років в селі від голоду померло 327 осіб.

## Населення
Згідно з переписом УРСР 1989 року чисельність наявного населення села становила 578 осіб, з яких 290 чоловіків та 288 жінок.
За переписом населення України 2001 року в селі мешкало 468 осіб.

### Мова
Розподіл населення за рідною мовою за даними перепису 2001 року:
| Мова       | Відсоток |
| ---------- | -------- |
| українська | 99,36 %  |
| російська  | 0,21 %   |
| інші       | 0,43 %   |

## Пам'ятки
На території села є Братська могила, у якій захоронено 83 героїв- переможців.
Пам'ятний знак герою Радянського Союзу старшому лейтенанту Разенкову Гаврилу Степановичу, який загинув під час визволення села від німецько-нацистських загарбників у 1944 році.